# Noord-Brabantse Schaakbond
De Noord-Brabantse Schaakbond (NBSB) is de overkoepelende schaakbond voor de Nederlandse provincie Noord-Brabant. De Noord-Brabantse Schaakbond is een onderdeel van de Koninklijke Nederlandse Schaakbond. Hoewel Checkmate uit Weert en Schaakvereniging Gennep uit Gennep Limburgse verenigingen zijn, zijn de verenigingen aangesloten bij de NBSB.
De provincie Noord-Brabant is onderverdeeld in acht regio's:
1. Breda
2. Eindhoven
3. De Kempen
4. Helmond
5. 's-Hertogenbosch
6. Roosendaal
7. Tilburg
8. Uden

## Competitie
De NBSB organiseert de NBSB-competitie en een bekertoernooi voor de provinciale schaakverenigingen. De competitie bestaat uit de reguliere competitie (verspeeld op zaterdag) en de avondcompetitie, verspeeld op clubavonden van de deelnemende verenigingen. Het hoogste regionale niveau in de reguliere competitie is de promotieklasse, waarvan de winnaar naar de landelijke competitie van de Nederlandse Schaakbond kan promoveren.